# Heaven on Earth (film, 2008)
Pour les articles homonymes, voir Heaven on Earth.

Heaven on Earth est un film canadien de Deepa Mehta sorti en 2008.

## Synopsis
C'est un drame en langue punjabie inspiré d'une histoire vraie, où Preity Zinta incarne une jeune Indienne confrontée à un mari violent et à une difficile insertion dans la société canadienne.

## Fiche technique
- Titre original : Heaven on Earth
- Réalisation et scénario : Deepa Mehta
- Date de sortie : 24 octobre 2008
- Musique : Mychael Danna
- Durée : 106 minutes

## Distribution
- Preity Zinta : Chand Kaur Dhillon
- Gick Grewal : mère de Chand
- Vansh Bhardwaj : Rocky Singh Dhillon
- Geetika Sharma : Loveleen Kaur Dhillong
- Orville Maciel : Kabir Singh Dhillon
- Ramanjit Kaur : Aman
- Balinder Johal : Maji Dhillon

## Distinctions

### Récompenses et nominations
| Date | Distinction                               | Catégorie                                 | Récipiendaire | Résultat   |
| ---- | ----------------------------------------- | ----------------------------------------- | ------------- | ---------- |
| 2008 | Festival international du film de Chicago | Meilleure actrice                         | Preity Zinta  | Lauréat    |
| 2008 | Festival international du film de Dubaï   | Meilleur scénario                         | Deepa Mehta   | Lauréat    |
| 2008 | 29e cérémonie des prix Génie              | Meilleure actrice                         | Preity Zinta  | Nomination |
| 2008 | 29e cérémonie des prix Génie              | Meilleur scénario original                | Deepa Mehta   | Nomination |
| 2008 | Vancouver Film Critics Circle             | Meilleur film                             | Deepa Mehta   | Nomination |
| 2008 | Vancouver Film Critics Circle             | Meilleure réalisatrice d'un film canadien | Deepa Mehta   | Nomination |
| 2008 | Vancouver Film Critics Circle             | Meilleure actrice dans un film canadien   | Preity Zinta  | Nomination |
| 2010 | Stardust Awards                           | Meilleure actrice                         | Preity Zinta  | Lauréat    |